# Lân vỹ vảy rộng
Lân vỹ vảy rộng (danh pháp khoa học: Urobotrya latisquama) là một loài thực vật có hoa trong họ Opiliaceae. Loài này được (Gagnep.) Hiepko miêu tả khoa học đầu tiên năm 1971.